# Guillaume Depardieu
Guillaume Jean Maxime Antoine Depardieu, més conegut com a Guillaume Depardieu, (París, 1971 - Garches, 2008) fou un actor francès.

## Biografia
Depardieu va néixer el 7 d'abril de 1971 a la ciutat francesa de París sent fill de Gérard Depardieu i Élisabeth Depardieu. Fou el germà de l'actriu Julie Depardieu i germanastre de Roxane i Jean Depardieu. Tingué una filla anomenada Louise. L'any 1995 tingué un accident de motocicleta per culpa d'una maleta que va caure del vehicle que anava davant seu. Arran dels fets, va necessitar una intervenció quirúrgica al seu genoll. A l'hospital va contagiar-se d'estafilococ daurat, provocant-li l'amputació del genoll l'any 2003. Depardieu va morir el 13 d'octubre de 2008 a l'hospital de Garches, a l'edat de 37 anys, després de contraure pneumònia vírica a Romania, indret on estava treballant en una nova pel·lícula, L'Enfance d'Icare.

## Filmografia

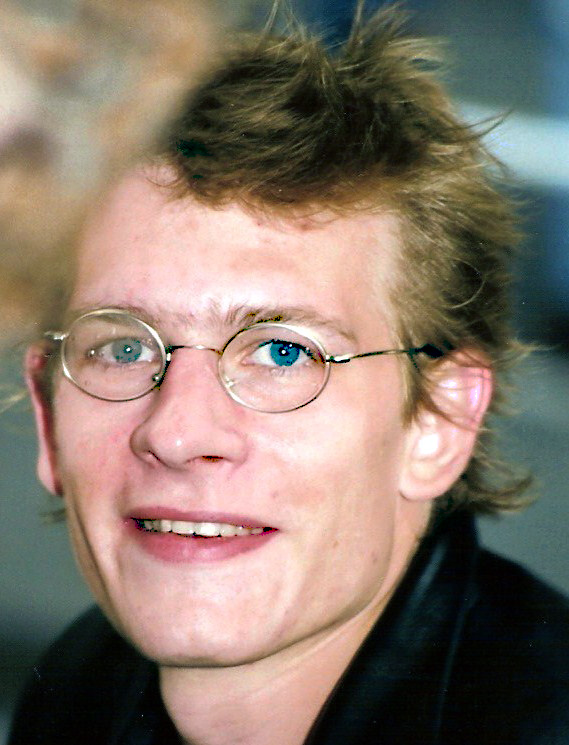
Guillaume Depardieu al Festival Internacional de Cinema de Canes de 1996.

- No tan dolent com això (Pas si méchant que ça) (1974)
- Tots els matins del món (Tous les matins du monde) (1992)
- Cible émouvante (1993)
- Els aprenents (Les Apprentis) (1995)
- Marthe (1997)
- Alliance cherche doigt (1997)
- Comme elle respire (1998)
- Le Comte de Monte-Cristo (1998)
- POLA X (1999)
- Elle et lui au 14e étage (2000)
- Les marchands de sable (2000)
- Aime ton père (2000)
- Amour, prozac et autres curiosités (2001)
- Les Misérables (2001)
- Peau d'ange (2002)
- Le pharmacien de garde (2002)
- Après vous... (2003)
- Celibataires (2006)
- Ne touchez pas la hache (2007)
- La France (2007)
- De la guerre (2008)
- Versailles (2008)